# Лицарда (Лоди)
Лицарда је насеље у Италији у округу Лоди, региону Ломбардија.
Према процени из 2011. у насељу је живело 17 становника. Насеље се налази на надморској висини од 45 м.